# Ville métropolitaine de Milan
La ville métropolitaine de Milan (città metropolitana di Milano en italien ; cità metropolitana de Milan en lombard ; cittaa metropolitana de Milan en dialecte milanais) est une ville métropolitaine italienne, dans la région de Lombardie, dont le chef-lieu est Milan. Elle remplace la province de Milan depuis le 1er janvier 2015.

## Géographie
Elle s'étend sur 1 575,65 km2 dans le centre-ouest de la Lombardie, dans la partie de la haute vallée du Pô située entre le Tessin à l'ouest et l'Adda à l'est.

## Histoire
La ville métropolitaine de Milan est créée le 1er janvier 2015, en application de la loi n°56 du 7 avril 2014 intitulée : « dispositions sur les villes métropolitaines, les provinces, les unions et les fusions de municipalités ». Elle se substitue à la province de Milan sur le même territoire.

## Démographie
Au 1er janvier 2021, la population s'élève à 3 249 821 habitants.

## Politique et administration
La ville métropolitaine est dirigée par un maire, qui est celui de la ville de Milan, un conseil métropolitain élu et une conférence métropolitaine consultative, tous deux présidés par le maire.
| Période          | Période      | Identité         | Étiquette                   | Qualité                    |
| ---------------- | ------------ | ---------------- | --------------------------- | -------------------------- |
| 1er janvier 2015 | 21 juin 2016 | Giuliano Pisapia | Gauche, écologie et liberté | Maire de Milan (2011-2016) |
| 21 juin 2016     | En cours     | Giuseppe Sala    | Parti Démocrate             |                            |